# Amt Wallenfels

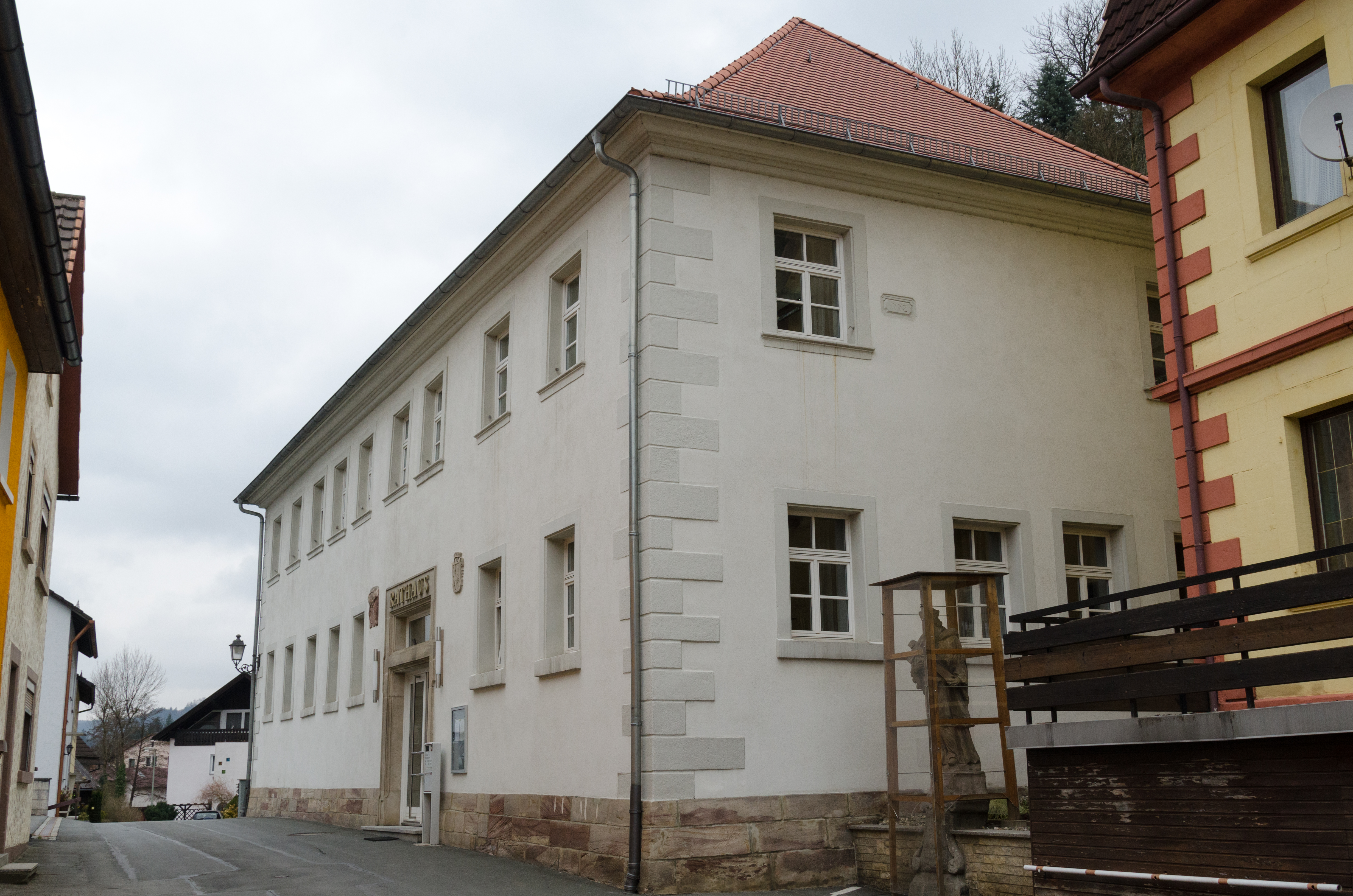
Das heutige Rathaus der Stadt Wallenfels, der ehemalige Verwaltungssitz des Amtes

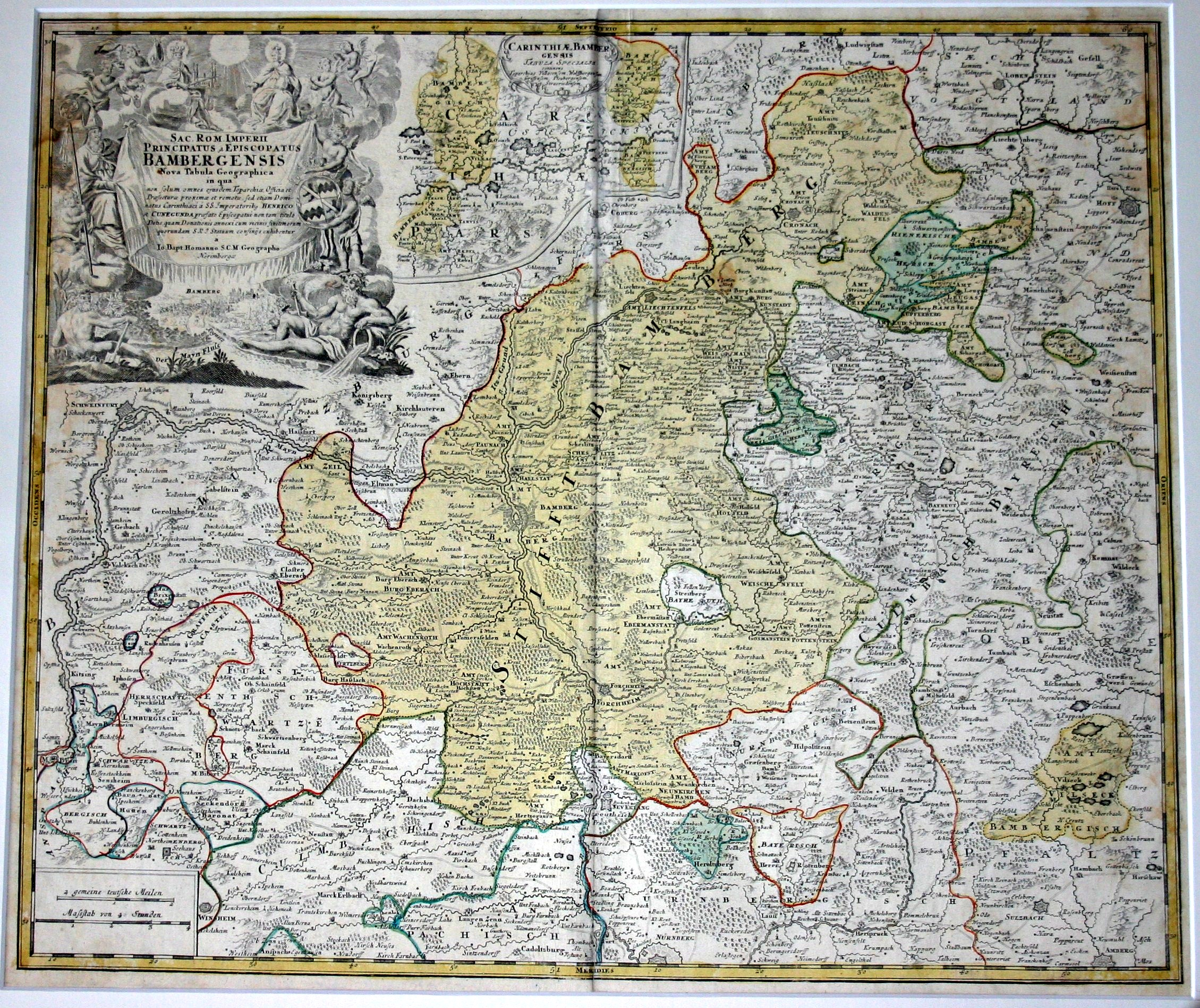
Das Territorium des Hochstift Bamberg mit dem Amt Wallenfels im äußersten Nordosten

Das Amt Wallenfels war ein Verwaltungsgebiet des Hochstiftes Bamberg, eines reichsunmittelbaren Territoriums im Heiligen Römischen Reich. Das dem Fränkischen Reichskreis zugeordnete Hochstift Bamberg war ein geistliches Fürstentum, das bis 1802 existierte.

## Geografie
Das im Nordosten des Bamberger Herrschaftsgebietes gelegene Amt gehörte zu den kleineren hochstiftischen Ämtern. Es lag im östlichen Bereich einer großen bambergischen Exklave, deren Hauptort die Stadt Kronach war. Seine bambergischen Nachbargebiete gehörten zu den Ämtern Kronach, Nordhalben, Stadtsteinach und Wartenfels. Zum Fürstentum Bayreuth gehörende Nachbarterritorien waren das Amt Lichtenberg im Nordosten und das Amt Seibelsdorf im Südwesten. Außerdem grenzten noch von reichsunmittelbaren Adeligen kontrollierte Gebiete an das Amtsgebiet, darunter vor allem die dem Kanton Gebirg des Fränkischen Ritterkreis angehörende Herrschaft Wildenstein.

## Geschichte
Das Gebiet des späteren Amtes Wallenfels war nach dem 1248 erfolgten Aussterben der Grafen von Andechs als heimgefallenes Lehen endgültig in den Besitz des Hochstiftes Bamberg gelangt. Die Einrichtung des Amtes Wallenfels erfolgte dann wahrscheinlich um das Jahr 1330.

## Struktur
Die Verwaltung des Amtes Wallenfels bestand aus einem Vogteiamt, einem Steueramt und einem Centamt.

### Amtssitz
Der Verwaltungssitz des Amtes befand sich von Anfang an in der heutigen Stadt Wallenfels, die damals noch ein Marktort war.

### Amtsverwaltung
Die Amtsleitung bildete ein Vogt, der zugleich auch als Centrichter und Steuereinnehmer fungierte. Zum Amtspersonal gehörten zudem ein Gerichtsschreiber, ein Amtsknecht und jeweils ein Schultheiße in Dörnach, Geuser, Haid, Neuengrün, Schnaid, Wellesberg und Wolfersgrün. Der Verwaltungssitz des Amtes befand sich im Marktort Wallenfels.

### Vogteiamt
Das Vogteiamt Wallenfels war eines der 54 Vogteiämter des Hochstiftes Bamberg. Sein Vogteibezirk umfasste folgende Dorfmarkungen und Ortschaften:
Dörnach, Forstloh, Geuser, Haid, Hammer, Heckenberg (abgegangener Ort), Kirchbühl (abgegangener Ort, strittig mit dem markgräflich-bayreuthischen Amt Seibelsdorf), Kleinzeyern, Leutnitzhof (abgegangener Ort), Neuengrün, Schlegelhaid, Schnaid, Schnappenhammer, Wallenfels (die Herrschaft über den Marktort hatte der Bamberger Bischof inne, diese wurde vertretungsweise vom Oberamtmann von Kronach ausgeübt; dem Markt Wallenfels standen nur eingeschränkte Rechte zu), Wellesberg und Wolfersgrün.

### Centamt
Das Centamt Wallenfels war eines der 29 Centämter des Hochstiftes Bamberg. Sein Hochgerichtsbezirk umfasste folgende Dorfmarkungen und Ortschaften:
Dörnach, Forstloh, Geuser, Haid, Hammer, Heckenberg, Kirchbühl (strittig mit dem markgräflich-bayreuthischen Amt Seibelsdorf), Kleinzeyern, Leutnitzhof, Neuengrün, Schlegelhaid, Schnaid, Schnappenhammer, Wallenfels, Wellesberg und Wolfersgrün.

### Steueramt
Das Steueramt Wallenfels war eines der 46 Steuerämter des Hochstiftes Bamberg. Der räumliche Wirkungsbereich des Steueramtes war deckungsgleich mit dem des Wallenfelser Vogteiamtes.
Die wirtschaftliche Bedeutung des Amtes für das Hochstift Bamberg war relativ niedrig und wurde daher als Amt I Klasse (von 5) geführt. Die Steuererträge des Steueramtes betrugen im Schnitt in der Amtszeit von Peter Philipp von Dernbach (1672–1683) 968 und in der Amtszeit von Marquard Sebastian Schenk von Stauffenberg (1683–1693) 638 fränkische Gulden pro Jahr.

### Bergamt
Das Bergrecht im Amt Wallenfels hatte eine wirtschaftliche Bedeutung. Zunächst war das Kastenamt hierfür zuständig gewesen. In der zweiten Hälfte des 18. Jahrhunderts wurde ein gesondertes Bergamt eingerichtet. Es war ab 1796 dem Oberbergwerkskollegium nachgeordnet.